# Brule Lake, Frontenac County
Brule Lake är en sjö i Kanada.   Den ligger i countyt Frontenac County och provinsen Ontario, i den sydöstra delen av landet, 110 km väster om huvudstaden Ottawa. Brule Lake ligger 264 meter över havet.
I omgivningarna runt Brule Lake växer i huvudsak blandskog. Trakten runt Brule Lake är nära nog obefolkad, med mindre än två invånare per kvadratkilometer.